# SN 1954G
SN 1954G – supernowa odkryta 6 marca 1954 roku w galaktyce A123524-1915. W momencie odkrycia miała maksymalną jasność 16,60m.